# Channel NewsAsia
Channel NewsAsia (abgekürzt CNA) ist ein in englischer Sprache erscheinender Nachrichtenkanal mit Sitz in Singapur. Er gehört zum singapurischen Medienkonzern Mediacorp, der im Besitz von Temasek Holdings ist, einer Investmentgesellschaft der singapurischen Regierung. Deshalb und aufgrund der eingeschränkten Pressefreiheit im Land gilt der Sender als regierungsnah.
Er wurde im Jahre 2000 als internationaler Ableger von Channel NewsAsia Singapore gegründet. 20 Länder in Asien können CNA empfangen. 